# Simulium dumogaense
Simulium dumogaense är en tvåvingeart som beskrevs av Takaoka och Roberts 1988. Simulium dumogaense ingår i släktet Simulium och familjen knott. Inga underarter finns listade i Catalogue of Life.